# Guillaume d'Astarac
Guillaume d'Astarac (? - v. 1075) est un comte d'Astarac, issu de la maison d'Astarac.

## Famille
Guillaume est le fils aîné d'Arnaud II, comte d'Astarac et de son épouse Talaise. Son frère, Odon est successivement abbé de Simorre, puis archevêque d'Auch (v. 1005-1034), issu de la maison d'Astarac.
De son épouse, dont le nom ne nous est pas parvenu, il a Sanche Ier, qui lui succéde.